# Маньикур
Маньику́р (фр. Magnicourt) — коммуна во Франции, находится в регионе Шампань — Арденны. Департамент — Об. Входит в состав кантона Шаванж. Округ коммуны — Бар-сюр-Об.
Код INSEE коммуны — 10214.
Коммуна расположена приблизительно в 160 км к востоку от Парижа, в 60 км южнее Шалон-ан-Шампани, в 29 км к северо-востоку от Труа.

## Население
Население коммуны на 2008 год составляло 67 человек.
| 1962 | 1968 | 1975 | 1982 | 1990 | 1999 | 2008 |
| ---- | ---- | ---- | ---- | ---- | ---- | ---- |
| 68   | 81   | 70   | 82   | 79   | 69   | 67   |

## Экономика

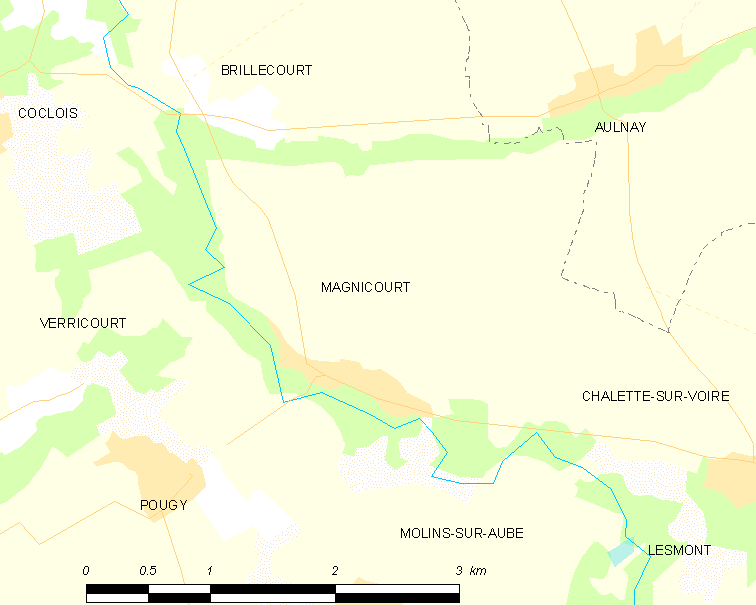
Карта коммуны

В 2007 году среди 43 человек в трудоспособном возрасте (15—64 лет) 34 были экономически активными, 9 — неактивными (показатель активности — 79,1 %, в 1999 году было 75,0 %). Из 34 активных работали 34 человека (21 мужчина и 13 женщин), безработных не было. Среди 9 неактивных 0 человек были учениками или студентами, 8 — пенсионерами, 1 был неактивным по другим причинам.

## Достопримечательности
- Церковь Сен-Винебо (XII век). Памятник истории с 1995 года[3]